# Scepter van Annúminas
De scepter van Annúminas is in J.R.R. Tolkiens fictieve wereld Midden-aarde het teken van koningschap in het rijk Arnor.
De scepter was een staf van puur zilver, hij werd door Elendil uit Númenor meegenomen en het werd een koninklijk voorwerp. Terwijl de koningen van Gondor een kroon droegen, droegen de koningen van Arnor de scepter. De scepter werd vernoemd naar Annúminas, de hoofdstad van Arnor. Nadat Arnor in het jaar 861 van de Derde Era in drie stukken werd verdeeld, ging de scepter naar de koningen van Arthedain en na diens vernietiging naar de hoofden van de Dúnedain. De scepter en andere erfstukken werden bewaard in Rivendel, de stad van Elrond.
Aan het einde van de Derde Era was de scepter meer dan 5000 jaar oud, en was op de Ring van Barahir na het oudste erfstuk van de Dúnedain. In de zomer van het jaar 3019 gaf Elrond de erfstukken (waaronder de scepter) aan koning Aragorn II van de verenigde rijken Arnor en Gondor.